# Uddannelsesinstitution
En uddannelsesinstitution eller uddannelsessted er en bred betegnelse for offentlige og private skoler samt alle former for supplerende uddannelser og videregående uddannelser.
Uddannelsesinstitutioner i Danmark omfatter bl.a.:

## De almene uddannelser
- folkeskoler og private grundskoler, som afsluttes med folkeskolens afgangsprøve.
- gymnasier, HF-uddannelsessteder, handelsskoler, tekniske skoler, som har fællesbetegnelsen ungdomsuddannelser
- VUC, uddannelsessteder for voksne

## Korte videregående uddannelser (KVU)
Korte videregående uddannelser i Danmark varer 2-3 år og omfatter bl.a. Handelsuddannelser og økonomiske uddannelser, 
It- og designuddannelser, Kreative og kunstneriske uddannelser, Sundhedsuddannelser og Tekniske og teknologiske uddannelser

## Mellemlange videregående uddannelser (MVU)
Denne gruppe uddannelser er typisk 4-årige og foregår især ved professionshøjskoler, som bl.a. omfatter:
læreruddannelsessteder, førhen faglige uddannelsessteder (Danmarks Biblioteksskole, Niels Brock, Den Danske Filmskole, Forfatterskolen, m.m.)

## Lange videregående uddannelser (LVU)
Disse er typisk 5-årige eller længere og foregår ved universiteter og andre videregående uddannelsesinstitutioner